# Infectious Grooves
Infectious Grooves – amerykański zespół funkmetalowy powstały w 1989 roku; stworzony przez wokalistę Mike’a Muira znanego z występów w grupie Suicidal Tendencies oraz Stephena Perkinsa perkusistę zespołu Jane’s Addiction.

## Skład
- Mike Muir – śpiew
- Robert Trujillo – gitara basowa
- Dean Pleasants – gitara
- Adam Siegel – gitara
- Stephen Perkins – perkusja
- Brooks Wackerman – perkusja
- Josh Freese – perkusja
- Dave Dunn – instrumenty klawiszowe
- Dave Kushner – gitara
- Rocky George – gitara

## Dyskografia
- 1991 – The Plague That Makes Your Booty Move...It's the Infectious Grooves
- 1993 – Sarsippius' Ark
- 1994 – Groove Family Cyco
- 2000 – Mas Borracho